# Tiviers
Tiviers – miejscowość i gmina we Francji, w regionie Owernia-Rodan-Alpy, w departamencie Cantal.
Według danych na rok 1990 gminę zamieszkiwało 129 osób, a gęstość zaludnienia wynosiła 10 osób/km² (wśród 1310 gmin Owernii Tiviers plasuje się na 715. miejscu pod względem liczby ludności, natomiast pod względem powierzchni na miejscu 700.).